# Peter Meisenberg
Peter Meisenberg (* 1948 in Fritzdorf bei Meckenheim) ist ein deutscher Schriftsteller, Drehbuch- und Hörspielautor.

## Leben
Nach dem Abitur studierte Peter Meisenberg Germanistik, Geschichte und Philosophie und arbeitete als Studienrat für Deutsch und Geschichte. 1981 verließ er den Schuldienst und begründete dies in einem Aufsatz in der ZEIT. Seine schriftstellerische Laufbahn begann er Anfang der 1980er-Jahre mit dem Schreiben von Essays, Features und Hörspielen. Unter anderem beleuchtete er mit dem Beitrag Der Einsturz zu Köln kritisch den Einsturz des Historischen Archivs der Stadt Köln im März 2009. Bereits 2008 hatte Meisenberg mit der Konzeptentwicklung für den Radio-Tatort begonnen.
Für den Radio-Tatort schrieb Meisenberg verschiedene Folgen um den Ermittler Nadir Taraki, unter anderem die allererste Folge Der Emir, ebenso weitere Hörspiele. Des Weiteren stammen aus seiner Feder zahlreiche Drehbücher für die Fernsehserien Die Anrheiner, Marienhof und Jede Menge Leben.
Mitte der 1980er Jahre begann Meisenberg mit dem Schreiben von Romanen. Besonders bekannt wurde er mit Kriminalerzählungen um die Figur des Kommissars Jakob Löhr, der in und um Köln ermittelt. Seit 2020 schreibt er auch historische Romane.
Peter Meisenberg lebt in Köln.

## Filmografie
- 1995–1996: Jede Menge Leben (div. Folgen)
- 1998–1999: Marienhof (18 Folgen)
- 2004–2008: Die Anrheiner (18 Folgen)

## Hörspiele
- 1995: Happy End – Regie: Ulrich Lampen
- 1995: Reality – Regie: Dieter Carls
- 1996: Laura – Regie: Ulrich Lampen
- 2000: Djamena – Regie: Leonhard Koppelmann
- 2000: Straßenblues – Co-Autor: Frank Grützbach – Regie: Leonhard Koppelmann
- 2002: Wiedergang – Regie: Robert Schoen
- 2004: Der Preis des Lebens – Regie: Robert Schoen
- 2006: Ich wär‘ jetzt mal – Regie: Robert Schoen
- 2007: Traumvillen – Regie: Johannes Mayr
- 2008: Radio-Tatort: Der Emir – Regie: Thomas Leutzbach
- 2008: Der Fluch des Trajan – Regie: Robert Schoen
- 2008: Kriminal-Stadel – Regie: Martin Zylka
- 2008: Radio-Tatort: Verhandlungssache – Regie: Thomas Leutzbach
- 2009: Radio-Tatort: Staatsfeinde – Regie: Thomas Leutzbach
- 2009: Radio-Tatort: Offene Rechnung – Regie: Claudia Johanna Leist
- 2010: Sprich mit den Toten – Regie: Christoph Pragua
- 2010: Das Böse in geweihten Stätten (5 Folgen) – Regie: Susanne Krings
- 2019: Mordbüro GmbH & Co. oder Das Ende des Kapitalismus – Regie: Petra Feldhoff[4]

## Veröffentlichungen

### Kommissar Löhr-Reihe
- 2000: Schwarze Kassen, Emons Verlag, ISBN 978-3-89705-171-3
- 2001: Löhr und das OB-Patt, Emons Verlag, ISBN 978-3-89705-205-5
- 2002: Pappnasen, Emons Verlag, ISBN 978-3-89705-230-7
- 2003: Müllgeld, Emons Verlag, ISBN 978-3-89705-279-6
- 2005: Toskana Kölsch, Emons Verlag, ISBN 978-3-89705-319-9
- 2011: Kölsch Poker, Emons Verlag, ISBN 978-3-89705-831-6
- 2012: Kölsch Komplott, Emons Verlag, ISBN 978-3-89705-935-1
- 2015: Löhr sieht rot, Emons Verlag, ISBN 978-3-95451-718-3

### Andere (Auswahl)
- 1986: Freitags kommt der Klüttenmann, Emons Verlag, ISBN 978-3-924491-06-2
- 1988: Geh mal zur Seite, Kleiner, Emons Verlag, ISBN 978-3-924491-17-8
- 1991: Schmahl, Emons Verlag, ISBN 978-3-924491-31-4
- 1995: Haie, Emons Verlag, ISBN 978-3-924491-66-6
- 1998: Leidenschaft, Emons Verlag, ISBN 978-3-89705-125-6
- 2000: Händelstraßenblues (mit Frank Grützbach), Emons Verlag, ISBN 978-3-89705-196-6
- 2007: Wir sollten noch einmal darüber reden (mit Ellen Keusen), Emons Verlag, ISBN 978-3-89705-500-1
- 2013: Manchmal klappt es. Szenen vom langen Abschied, Emons Verlag, ISBN 978-3-95451-091-7
- 2018: Die Verkaufte Republik. Zwischenrufe aus WDR 3, Emons Verlag, ISBN 978-3-7408-0266-0
- 2020: Sommer des Verrats. Roman. Arachne Verlag, ISBN 978-3-932005-86-2
- 2023: Die Nacht der Dollars. Kriminalroman. Emons Verlag, ISBN 978-3-7408-1846-3